# Морозов Артем Миколайович
Морозов Артем Миколайович (нар. 29 лютого 1980)— український спортсмен, академічний веслувальник, чемпіон світу та Європи у складі парної четвірки у 2014 році. Учасник Олімпійських ігор 2012 та 2016
.

## Біографія та спортивні досягнення
Морозов Артем народився 29 лютого 1980 року у м. Херсоні. У 1998 році закінчив Херсонське Вище училище фізичної культури. У 2009 році закінчив Херсонський державний університет (факультет фізичного виховання та спорту).
Спортсмен Херсонської вищої школи спортивної майстерності. Представляє фізкультурно-спортивне товариство «Спартак» та Збройні Сили України.
Перший тренер - Бакарасєв О. М.
Заслужений майстер спорту України.
- 2008 — III місце на Чемпіонаті Європи;
- 2009 — IV місце на Чемпіонаті Європи;
- 2012 — XI місце на XXX літніх Олімпійських іграх у Лондоні;
- 2012 — VIII місце на Чемпіонаті Європи;
- 2013 — IV місце на Чемпіонаті світу;
- 2014 — І місце на Чемпіонаті Європи, І місце на Чемпіонаті світу[3];
- 2015 — ІІ місце на Чемпіонаті Європи; VIII місце на Чемпіонаті світу.

Морозов Артем увійшов до складу національної команди України на Літні Олімпійські ігри 2016.
- 2016 — VI місце на чемпіонаті Європи; VI місце на Олімпійських іграх 2016;
- 2017 — IX місце на чемпіонаті Європи.

На даний час виступає в категорії "Masters" де став чотириразовим чемпіоном світу та дворазовим чемпіоном Європи.